# Abfaltersbach (Tirol)
Abfaltersbach ist eine Gemeinde mit 640 Einwohnern (Stand 1. Jänner 2024) im österreichischen Bezirk Lienz (Tirol).

## Geographie
Die Gemeinde Abfaltersbach liegt im Südwesten des Bezirks Lienz im Pustertal bzw. dem Hochpustertal. Die Siedlungen der Gemeinde liegen überwiegend im Tal der Drau zwischen den Villgrater Bergen und den Lienzer Dolomiten sowie auf den sonnseitigen Abhängen der Villgrater Berge. Das Gemeindegebiet ist mit 10,27 km² das zweitkleinste der 33 Osttiroler Gemeinden. Es grenzt im Norden an Außervillgraten, im Westen an Anras, im Süden an Kartitsch und im Osten an Strassen. Die Gemeinde umfasst einen kleinen Abschnitt des Hochpustertals sowie der angrenzenden Gebirge.

### Topografie
Das relativ schmale Gemeindegebiet von Abfaltersbach wird etwas südlich seiner Mitte von West nach Ost von der Drau durchquert. Im Bereich der Gemeinde verläuft die Drau eng entlang der Abhänge der Lienzer Dolomiten, wodurch südlich der Drau kaum Gebäude errichtet werden konnten. Dort umfasst das Gemeindegebiet die schattseitigen, fast ausschließlich bewaldeten Abhänge der Ausläufer jenes Gebirgszuges. Hier reicht das Gemeindegebiet jedoch nicht bis an den westwärts in Richtung St. Oswald absinkenden Gebirgskamm, sondern endet in einer Höhe von rund 1800 bis 1900 Metern mit der Grenze zu Kartitsch. Die westliche bzw. östliche Grenze wird in diesem Bereich des Gemeindegebietes vom Auenbach bzw. Badbach gebildet.
Im Nordwesten, also links der Drau, erstreckt sich das Gemeindegebiet an den Hängen der Villgratner Berge aufwärts, umfasst dort vor allem die Ostabhänge des Bichl sowie den Süd- und Südostabhang des Raucheggs, das mit 2594 m auch den höchsten Punkt des der Gemarkung markiert. Im Osten bildet hier der Erlbach die Grenze zu Anras, im Westen verlaufen der in der Gemeinde Strassen entspringende Pulverbach sowie der Thurnbach auf dem Gemeindegebiet von Abfaltersbach.

### Gemeindegliederung
| Katastralgemeinden        | Ortschaften in der Gemeinde                             |
| ------------------------- | ------------------------------------------------------- |
| Abfaltersbach (10,27 km²) | Abfaltersbach (D) Abfaltern (D) Einöd (R) Geselhaus (D) |
| Legende                   |                                                         |

| In der Spalte Katastralgemeinden sind sämtliche Katastralgemeinden einer Gemeinde angeführt. In der Klammer ist die jeweilige Fläche in km² angegeben. |
| In der Spalte Ortschaften sind sämtliche von der Statistik Austria erfassten Siedlungen, die auch eine eigene Ortschaftskennziffer aufweisen, angeführt. In der Hierarchieebene derselben Spalte, rechts eingerückt, werden nur Ansiedlungen, die mindestens aus mehreren Häusern bestehen, dargestellt. Die wichtigsten der verwendeten Abkürzungen sind: - M = Hauptort der Gemeinde - Stt = Stadtteil - R = Rotte - W = Weiler - D = Dorf - ZH = Zerstreute Häuser - Sdlg = Siedlung - Hgr = Häusergruppe - E = Einzelgehöft (nur wenn sie eine eigene Ortschaftskennziffer haben) Die komplette Liste der Statistik Austria ist in: Topographische Siedlungskennzeichnung nach STAT Zu beachten ist, dass manche Orte unterschiedliche Schreibweisen haben können. So können sich Katastralgemeinden anders schreiben als gleichnamige Ortschaften bzw. Gemeinden. Quelle: Statistik Austria – |

Die Gemeinde Abfaltersbach ist deckungsgleich mit der gleichnamigen Katastralgemeinde. Der Hauptort der Siedlung, das Dorf Abfaltersbach, befindet sich zwischen der Drau im Süden und der Drautalstraße im Norden auf 983 m ü. A., wobei die Ortschaft Erlbrücke der Gemeinde Anras bereits mit Abfaltersbach zusammengewachsen ist. Der Hauptort wird ortsüblich als „Walde“ bezeichnet und umfasst die Filialkirche Mariä Heimsuchung, die Volks- und Hauptschule mit Kindergarten sowie das Gemeindeamt, Sportanlagen und fast alle gewerblichen Betriebe. Nordwestlich von Abfaltersbach am sonnseitigen Abhang des Bichl liegt das Dorf Abfaltern in 1080 m ü. A. bis 1120 m ü. A., zu dem auch der nördlich gelegene Einzelhof „Beim Troger“ gehört. Der Trogerhof stellt mit seiner Lage in 1259 m ü. A. den höchsten besiedelte Ort der Gemeinde dar. Abfaltern ist der älteste Ortsteil des Gemeindegebietes und beherbergt die Pfarrkirche und den Friedhof. Westlich von Abfaltersbach und Abfaltern befindet sich das Dorf Geselhaus beidseits der Drautalstraße und der Bahnstrecke auf dem Schuttkegel des Pulverbaches und des Thurnbaches in 1047 m ü. A. Von Abfaltersbach nach Westen oder von Geselhaus über eine nach Norden verlaufende Straße ist zwischen Schwärzenbach und Petrerbach gelegene Rotte Einöd (um 1110 m ü. A.) mit etwa zehn Wohnhäusern zu erreichen. Nordnordwestlich davon liegt auf über 1180 m ü. A. und mit separater Zuwegung vom Ortsende Abfaltern der Pannerhof. Das einzige Wohnhaus auf der Schattseite ist der Bruggerhof, direkt gegenüber des Kernortes am rechten Drauufer.

### Nachbargemeinden
|          | Außervillgraten                             |       |
| Strassen | Kompassrose, die auf Nachbargemeinden zeigt | Anras |
|          | Kartitsch                                   |       |

Das Gemeindegebiet liegt im Gerichtsbezirk Lienz.

## Geschichte
Die älteste Namensform „Affoltrupach“ ist in einer Urkunde von 1160 überliefert und weist auf eine alte Besiedelung hin. Der Name Abfaltersbach könnte dabei vom Wort „Erle“ abgeleitet sein. Möglich ist aber auch eine Ableitung von althochdeutsch affaltar (‚Apfelbaum‘). Der Erlbach, der „kleine Bach vom Anraser Berg“ (urk. 769), an dem Abfaltersbach liegt, war durch Jahrhunderte Grenzbach. Er wird bis ins 13. Jahrhundert als östliche Grenze des bajuwarischen Siedlungsgebietes und gleichzeitig als Ostgrenze des freisingischen Herrschaftsgebietes erwähnt und ist auch bis 1500 Grenze zwischen dem görzischen Landgericht Heinfels und dem Gericht Anras. Abfaltersbach blieb noch bis zu Beginn des 19. Jahrhunderts Grenzgemeinde der beiden Gerichte Heinfels und Anras.
1805 bis 1809 war Abfaltersbach dem Königreich Bayern und von 1810 bis 1813 dem Kaiserreich Frankreich (Provinz La Carinthie) einverleibt. 1938 wurde die Gemeinde Abfaltersbach aufgelöst und mit der Gemeinde Strassen vereinigt, 1948 als selbständige Gemeinde wiederhergestellt.

### Katastrophen
Im Laufe der Geschichte war der Erlbach nicht nur Grenzbach, sondern auch eine ständige Bedrohung der Siedlungen. So gelobte die Gemeinde 1802 nach einem schrecklichen Gewitter „ein Stundengebet am 1., 2. und 3. Juli und am 4. Juli in Feiertagsordnung eine Prozession mit Bachsegnung jährlich abzuhalten“. Als die Eisenbahn gebaut wurde, erhielt der Bach ein tiefes Bachbett und seit 1980 ist die Gefahr durch Talsperren entschärft.
1882 zerstörte die Drau fünf Gebäude (Perfler, Rogger und Brugger Schmiede, die „Kolagner“-Mühle, Brugger Säge), beschädigte zwei Wohnhäuser und richtete gewaltige Flurschäden an. In den Hochwasserjahren 1965 und 1966 konnte die Drau im Überschwemmungsgebiet von 1882 gehalten werden. Trotzdem entstand beachtlicher Sachschaden an einem Wohnhaus (Tengg), an der Kunstmühle (Stallbaumer) und dem Sägewerk (Ortner). Auch der Pulverbach richtete immer wieder Flurschäden an.
Brandkatastrophen vernichteten in Abfaltern 1897 drei Häuser und 1904 fünf Gebäude.
1939 wurden die zwei Aigner Futterhäuser an der Hauptstraße, die miteinander über die Straße hinweg baulich verbunden waren, ein Raub der Flammen.

## Bevölkerung

### Bevölkerungsstruktur
2012 lebten in der Gemeinde Abfaltersbach 654 Menschen. Ende 2001 waren 99,0 % der Bevölkerung österreichische Staatsbürger (Tirol: 90,6 %), bis zum Jahresbeginn 2012 sank der Wert nur unbedeutend auf 96,9 %. Zur römisch-katholischen Kirche bekannten sich 2001 99,2 % der Einwohner (Tirol: 83,4 %), 0,3 % hatten kein religiöses Bekenntnis, 0,5 % waren evangelisch.
Der Altersdurchschnitt der Gemeindebevölkerung entsprach 2001 ungefähr dem Landesdurchschnitt. 18,8 % der Einwohner von Abfaltersbach waren jünger als 15 Jahre (Tirol: 18,4 %), 61,9 % zwischen 15 und 59 Jahre alt (Tirol: 63,0 %). Der Anteil der Einwohner über 59 Jahre lag mit 19,3 % leicht über dem Landesdurchschnitt von 18,6 %. Der Altersdurchschnitt der Bevölkerung von Abfaltersbach sank in der Folge deutlich. Der Anteil der unter 15-Jährigen stieg per 1. Jänner 2012 auf 22,5 %, während der Anteil der Menschen zwischen 15 und 59 Jahren mit 63 % fast konstant blieb. Der Anteil der über 59-Jährigen sank hingegen auf 15,4 %. Nach dem Familienstand waren 2001 53,2 % der Einwohner von Abfaltersbach ledig, 40,6 % verheiratet, 5,4 % verwitwet und 0,8 % geschieden.

### Bevölkerungsentwicklung
Nachdem die Einwohnerzahl von Abfaltersbach zwischen 1869 und 1880 um 20 % gestiegen war, pendelte sie sich bis 1939 bei etwa 450 Einwohnern ein. Erst danach begann die Einwohnerzahl der Gemeinde zu steigen, wenngleich die Wachstumsrate ab den 1960er Jahren unter den Werten des Bezirks bzw. des Landes Tirol lag. Das stärkste Wachstum erreichte die Gemeinde zwischen 1939 und 1951, leichte Steigerungen gab es zudem in den 1950er und 1960er Jahren. Danach stagnierte die Einwohnerzahl erneut, wobei die Gemeinde zwischen 1971 und 2001 in jedem Jahrzehnt einen Geburtenüberschuss und eine negative Wanderungsbilanz aufwies. Auch zwischen 2002 und 2011 litt die Gemeinde in sieben von zehn Jahren unter mehr Weg- als Zuzügen, konnte jedoch durch eine positive Geburtenbilanz ihre Einwohnerzahl leicht ausbauen. Den höchsten Einwohnerstand verzeichnete die Gemeinde dabei Ende 2007 mit 660 Einwohnern.

## Kultur und Sehenswürdigkeiten

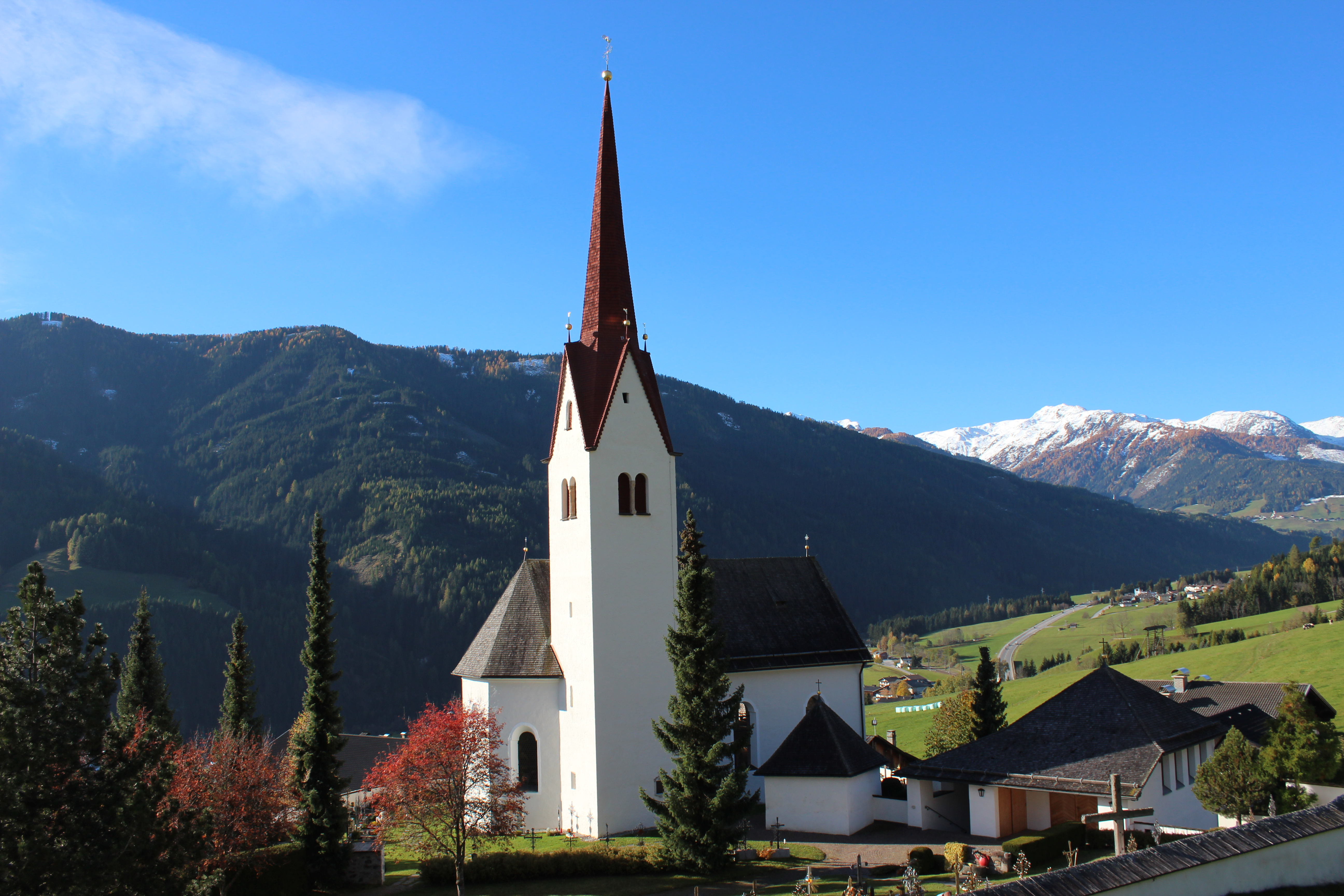
Pfarrkirche Abfaltern

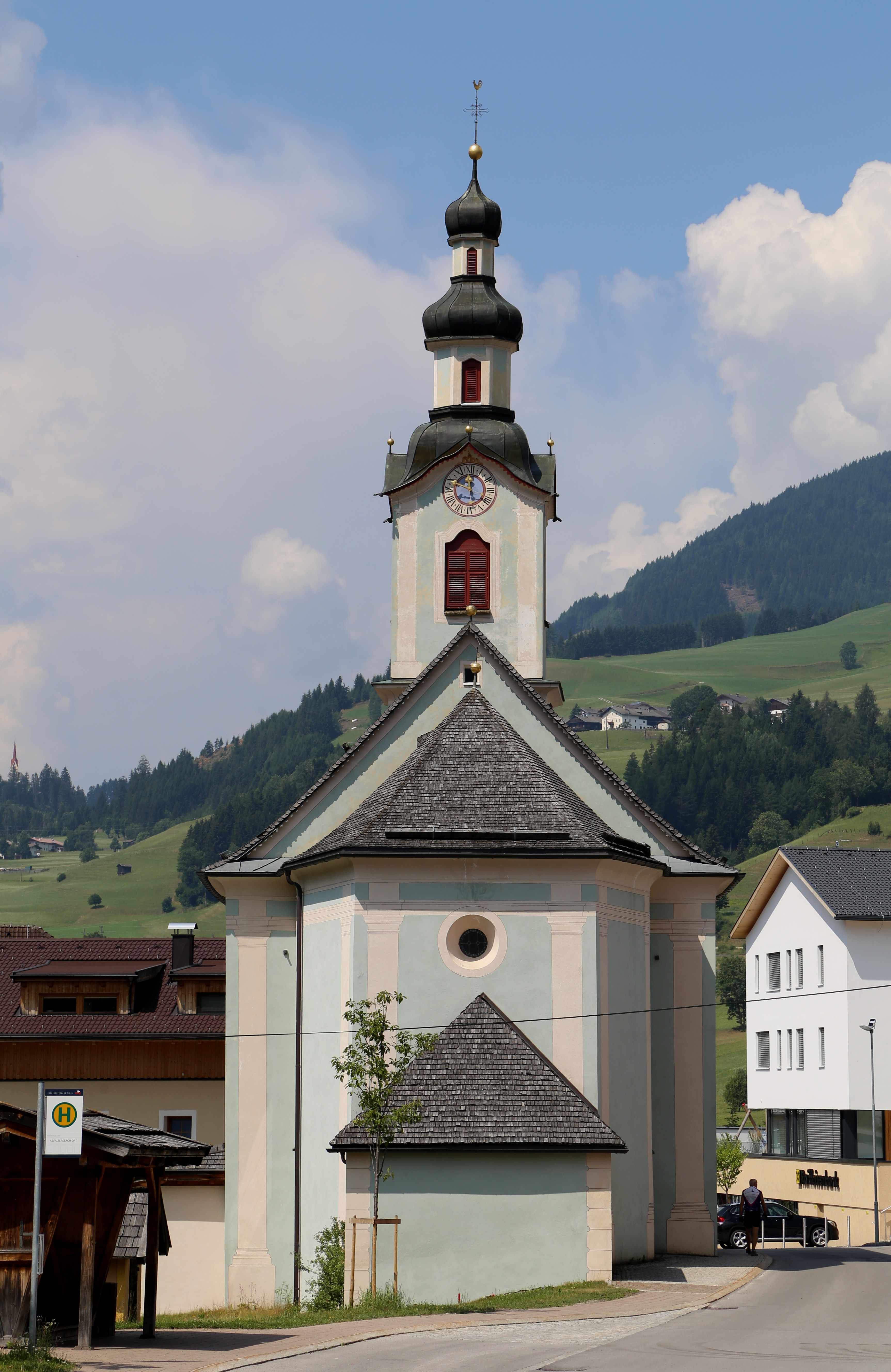
Filialkirche Abfaltersbach

- Katholische Pfarrkirche Abfaltern hl. Andreas
- Katholische Filialkirche Abfaltersbach Mariä Heimsuchung

### Pfarre
Das Gebiet bis zum Erlbach wurde bis 1190 vom Chorherrenstift Innichen und später von der Pfarre Sillian aus seelsorglich betreut.
Im Ortsteil Abfaltern wird schon 1143 eine Kapelle erwähnt. Die heutige Pfarrkirche zum Hl. Andreas wurde zusammen mit dem Friedhof 1441 geweiht und später (1765) innen barockisiert. Im Jahre 1652 erhielt Abfaltersbach den ersten eigenen Kuraten und ist seit 1891 eine eigene Pfarrei.
Schon um 1590 stand im Ortsteil Walde ein Bildstock der Familie Aigner und später eine Kapelle, in der sich laut Votivtafel ein Wunder ereignet haben soll.
Der gebürtige Abfaltersbacher Johann Anton Aigner (Pfarrer in Payerbach) stiftete und erbaute an dieser Stelle mit Hilfe seines Bruders Karl Aigner 1772 die Filialkirche Mariä Heimsuchung.
In Geselhaus steht seit 1905 eine Lourdeskapelle.
In Einöd erbauten die Brüder Bartholomäus und Josef Goller 1975 eine Kapelle (dem Hl. Bartholomäus geweiht).

### Vereine
- Als Kulturträger ist neben den traditionellen „Schützen“ an erster Stelle das Musikwesen zu nennen. Die 1825 gegründete Musikkapelle hat ihren musikalischen Stellenwert bis heute erhalten und den Nachwuchs durch die Musikschule Abfaltersbach (gegr. 1971 – seit 1999 in der Musikschule Oberland integriert) gesichert.
- Der gemischte Chor Belcanto ergänzt seit über 20 Jahren mit abwechslungsreichem Liedgut sowie Orchestermessen an höchsten kirchlichen Festtagen das Musikwesen in der Gemeinde.
- Die Freiwillige Feuerwehr besteht seit 1896. Das Feuerwehrhaus befindet sich in Walde und ist mit zeitgemäßen Geräten ausgestattet. Derzeit stehen vier Löschgruppen mit 65 aktiven Mitgliedern zur Verfügung.
- 1970 wurde ein Sportverein gegründet, der zirka 270 Mitglieder zählt und mit Eisplatz und Fußballplatz über zwei Sportanlagen verfügt. Die Sportschützen bilden einen eigenen Verein.
- Der Krippenverein ist kirchlich orientiert.
- Das jüngste Vereinskind ist die „Jugendheimbühne“ mit einem jährlichen komödiantischen Stück und einer Faschingsveranstaltung.

Ein romantischer Blick in die Geschichte des Dorfes:
Bis heute ist uns das „Badl“ in seiner ursprünglichen Form erhalten geblieben. Das typische Biedermeier-Bauernbadl wurde 1855 von den Besitzern des Gasthauses Aigner errichtet. Die Bevölkerung schreibt der Quelle heilende Wirkung zu und besucht in den Sommermonaten diesen nostalgischen Bade- und Gastbetrieb.
Ebenso als ein Denkmal traditioneller Handwerkskunst wurde 1991 die Glasurmühle der Hafnerei Steger wiederhergestellt. Das Hafnereigewerbe wurde nachweislich seit 1654 eben dort bis 1989 betrieben.

## Wirtschaft und Infrastruktur

### Arbeitsstätten und Beschäftigte
Die im Rahmen der Volkszählung durchgeführte Arbeitsstättenzählung ergab 2001 in Abfaltersbach 20 Arbeitsstätten mit 248 Beschäftigten (ohne Landwirtschaft), wobei 94 % unselbständig Beschäftigte waren. Die Anzahl der Arbeitsstätten war dabei gegenüber dem Jahr 1991 um vier Betriebe (minus 17 %) gesunken, die Anzahl der Beschäftigten jedoch um 53 Personen (27 %) gewachsen. Wichtigster Wirtschaftszweig war 2001 die Sachgütererzeugung mit fünf Betrieben und 158 Beschäftigten (64 % der Beschäftigten in Abfaltersbach). Dahinter folgten das Unterrichtswesen mit 38 Beschäftigten und der Handel mit 24 Beschäftigten. Der größte Betrieb in Abfaltersbach ist Hella Sonnen- und Wetterschutztechnik, die ihren Sitz in der Gemeinde hat. Von den 2010 in Abfaltersbach lebenden 293 Erwerbstätigen waren 83 in der Sachgütererzeugung (28 %), 37 in der öffentlichen Verwaltung (13 %) und je 26 im Bauwesen bzw. Handel (9 %) beschäftigt. Nur mehr 22 Einwohner arbeiteten in der Land- und Forstwirtschaft. Von den 284 Erwerbstätigen aus Abfaltersbach (ohne temporär von der Arbeit abwesende Personen) erwerbstätigen Einwohnern aus Abfaltersbach gingen 2010 lediglich 107 Personen in Abfaltersbach ihrer Beschäftigung nach. 177 mussten zur Arbeit auspendeln. Von den Auspendlern hatten 28 % ihre Arbeitsstätte im benachbarten Ballungszentrum Lienz, weitere 13 % pendelten nach Sillian, 26 % in eine andere Gemeinde des Bezirks aus. Weitere 15 bzw. 14 % pendelten nach Nordtirol oder in ein anderes Bundesland, sechs der Einwohner mussten ins Ausland auspendeln.

### Landwirtschaft
Die Statistik wies für die Gemeinde Abfaltersbach 1999 44 land- und forstwirtschaftliche Betriebe aus. Darunter befanden sich sieben Haupterwerbsbetriebe, 31 Nebenerwerbsbetriebe und sechs Betriebe im Eigentum juristischer Personen. Gemeinsam bewirtschafteten diese Betriebe 1999 insgesamt 1.138 Hektar Fläche, wobei 24 % der Fläche von Vollerwerbsbauern, 43 % von Nebenerwerbslandwirten und 33 % von Betrieben mit juristischen Personen bewirtschaftet wurden. Die Existenzgrundlage der Landwirte ist die Forstwirtschaft, daneben werden vor allem für den Eigenbedarf noch Weizen, Silomais und Kartoffeln angebaut. Bei der Viehwirtschaft spielt vor allem die Rinderhaltung eine Rolle, daneben gibt es nur eine geringe Anzahl an Schafen, Ziegen und Schweinen. Insgesamt vier Anwesen sind als Erbhöfe ausgezeichnet. Es sind dies die Höfe Kolagner, Astner, Troger und Läber.

### Tourismus
Der Tourismus hat für die Gemeinde Abfaltersbach eine sehr geringe wirtschaftliche Bedeutung, wobei die Nächtigungszahlen zu den niedrigsten im Bezirk zählen und Abfaltersbach zugleich eine äußerst geringe Tourismusintensität (Nächtigungen pro Einwohner) aufweist. Abfaltersbach konnte im Tourismusjahr 2011/12 nur rund 3.100 Übernachtung zählen. Im Sommerhalbjahr 2012 verzeichnete Abfaltersbach dabei 1.857 Übernachtungen, im Winterhalbjahr 2011/12 1.239 Übernachtungen. Während die Gemeinde dabei gegenüber der Jahrtausendwende in der Wintersaison praktisch unverändert blieb, büßte sie im Sommerhalbjahr fast 60 % ihrer Nächtigungen ein. Die Gemeinde gehört wie alle übrigen Osttiroler Gemeinden zum Tourismusverband Osttirol, wobei Abfaltersbach in der „Ferienregion Hochpustertal“ organisiert ist. In der Gemeinde bestehen mehrere Privatzimmervermieter und Ferienwohnungen sowie ein Gasthof und eine Pension, jedoch kein Hotel. Als besondere Attraktion besteht das Aigner Bad, ein historisches Tiroler Bauernbad mit einer Calcium-Sulfat-Mineral Heilquelle.

### Verkehr

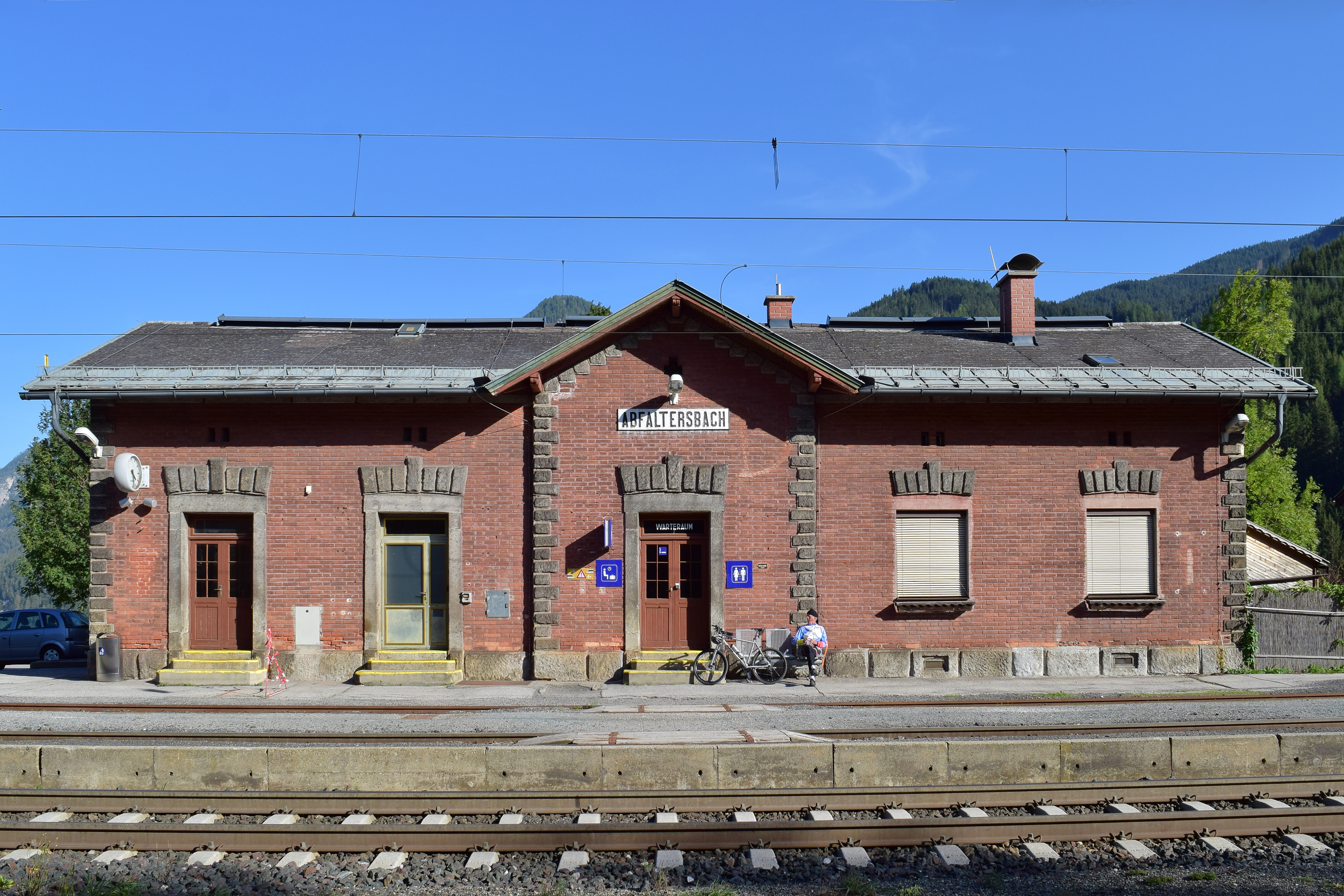
Bahnhof Abfaltersbach

Das Gemeindegebiet von Abfaltersbach wird verkehrstechnisch von der Drautalstraße B 100 erschlossen, die von der Nachbargemeinde Strassen im Westen über die Ortsteile Geselhaus und Abfaltersbach in die Nachbargemeinde Anras im Osten führt und Abfaltersbach mit Sillian sowie Lienz verbindet. Nördlich des Dorfes Abfaltersbach hat zudem die Pustertaler Höhenstraße L 324 ihren Ausgangspunkt Richtung Osten. Sie verbindet die auf den Sonnenterrassen des Pustertals gelegenen Ortschaften der Gemeinden Anras, Assling und Leisach. Der Bau der Umfahrungsstraße im Jahr 2000 sorgte für eine Verkehrsentlastung im Ort. An das überregionale, öffentliche Verkehrsnetz ist Abfaltersbach durch seinen Bahnhof an der Drautalbahn des Streckennetzes der ÖBB angeschlossen. Des Weiteren fährt die zwischen Sillian und Lienz entlang der Drautalstraße verkehrende Linie 4421 drei Haltestellen (Geselhaus, Hauptschule und Ort) im Gemeindegebiet an. Entlang der Drau verläuft zudem der Drauradweg.

### Abwasser
Abfaltersbach gehört dem Abwasserverband Oberes Pustertal an. Der Abwasserverband betreibt in Anras eine 1990 in Betrieb genommene Kläranlage die für acht Gemeinden die Abwässer reinigt und als Vorfluter die Drau nutzt. Die Kanalisierung der Gemeinde Abfaltersbach war im Jahr 2002 bis auf den Anschluss von Einzelobjekten fertig gestellt, jedoch waren zu diesem Zeitpunkt noch einige Sanierungen im Ortsbereich erforderlich. Insgesamt waren 2002 von den 169 abwasserproduzierenden Objekten 96 % an die Kanalisation und die Kläranlage angeschlossen. Der Abfall, der in der Gemeinde anfällt, wird über den Abfallwirtschaftsverband Osttirol (AWVO) entsorgt.

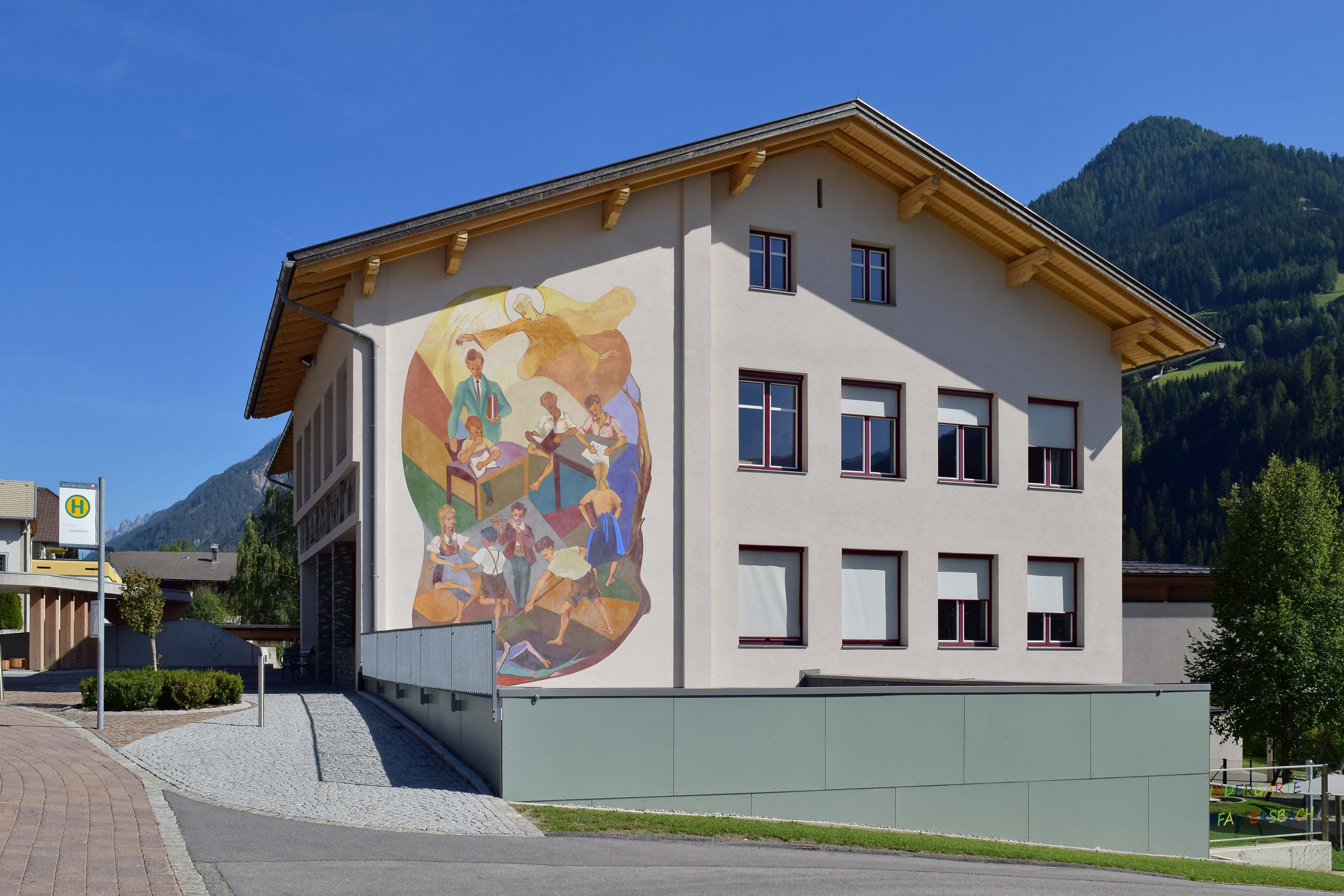
Die Neue Mittelschule in Abfaltersbach.

### Bildung
1738 stiftete Johann Anton Aigner die Schule in Abfaltersbach mit Fonds. Die Besitzer des Gasthauses Aigner hatten das Recht, die Lehrer- und Organistenstelle zu verleihen. Lange Zeit diente die Scheune eines Bauernhofes („Saxl-Haus“) als Schulraum. Das erste Schulhaus wurde 1904 erbaut (heute Gemeindehaus). 1962 errichtete man an der bisherigen Bundesstraße im Ortsteil Walde eine sechsklassige Volksschule (derzeit zweiklassig geführt). Die Gemeinden Abfaltersbach, Anras, Assling und Strassen bauten zehn Jahre später gemeinsam die achtklassige Sprengel-Hauptschule ostseitig an das Volksschulgebäude an. Seit 1976 ist im Volksschulgebäude auch der Gemeindekindergarten untergebracht.
Eine öffentliche Bücherei löste 1974 die Pfarrbücherei ab und befand sich bis zum Umbau im Gebäude der Hauptschule, danach in der Volksschule.
An Erwachsenenbildungseinrichtungen gibt es eine Ortsstelle des Ländlichen Fortbildungsinstitutes (LFI) und eine Zweigstelle des Katholischen Bildungswerks.

## Politik

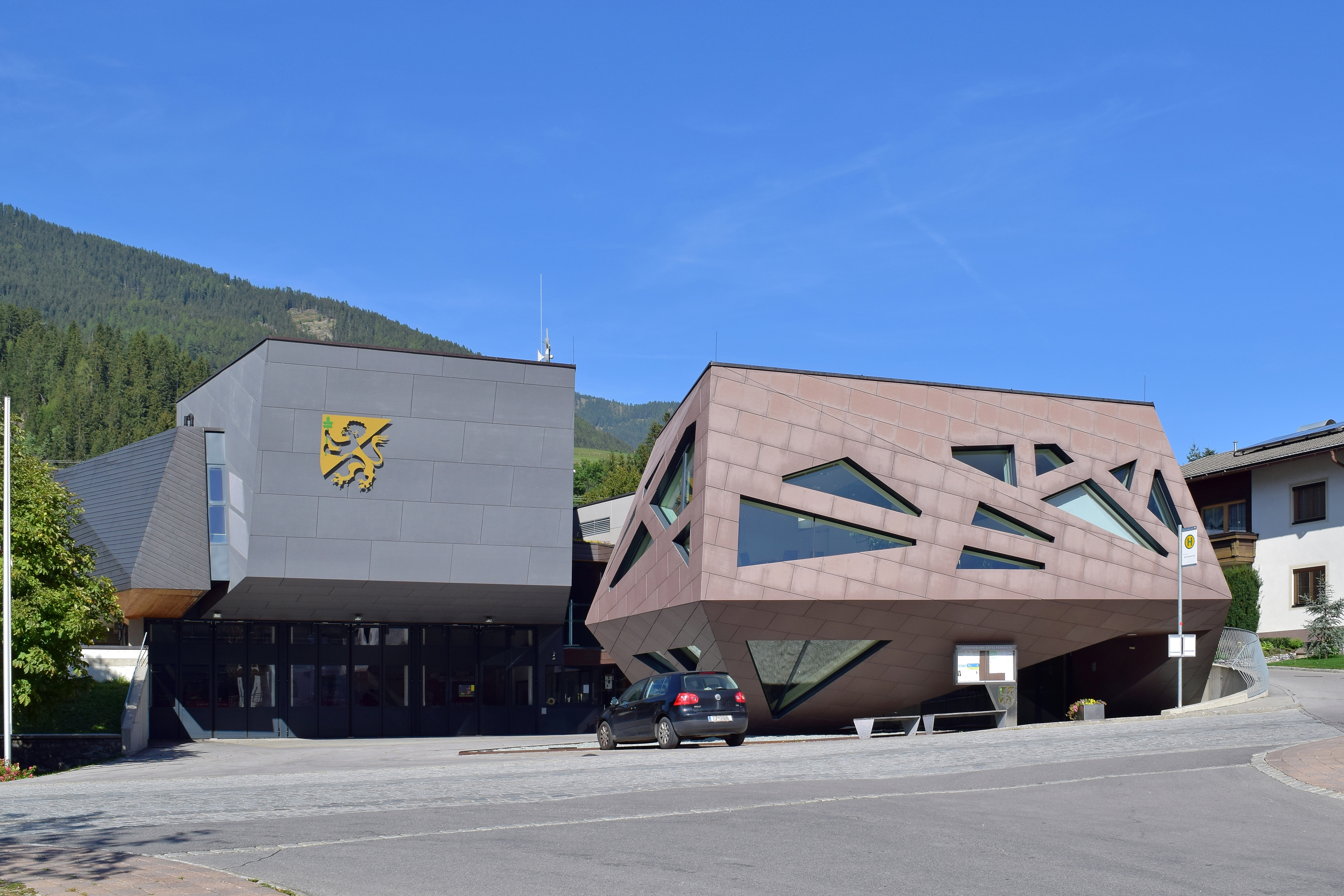
Gemeindeamt Abfaltersbach

### Gemeinderat
Der Gemeinderat als oberstes Gremium der Gemeinde umfasst 11 Sitze und wird alle sechs Jahre im Zuge tirolweiter Gemeinderatswahlen gewählt. Gleichzeitig wird der Bürgermeister in einer Direktwahl bestimmt, wobei es bei keiner absoluten Mehrheit für einen Kandidaten zu einer Stichwahl kommt. Der Gemeindevorstand setzt sich aus dem Bürgermeister, seinem Stellvertreter sowie zwei weiteren Gemeindevorständen zusammen. Stärkste Kraft in der Gemeindepolitik ist von jeher die ÖVP, die bei den Gemeinderatswahlen ähnlich wie im gesamten Bundesland nicht als einheitliche Partei, sondern im Rahmen von mehreren der ÖVP nahestehenden Listen antritt. Seit 1998 kandidierten jeweils maximal drei Listen, wobei die „ÖVP - Liste der Arbeitnehmer und Bauern“ 1998 mit sechs und 2004 mit fünf Mandaten jeweils stärkste Liste war. Des Weiteren kandidierte bei beiden Wahlen die Liste „Pro Abfaltersbach“ (jeweils 3 Mandate). Nach der Wahl 1998 war zudem die Liste „Abfaltersbach - Jung - Zukunftsorientiert - Unabhängig“ mit zwei Mandaten, nach der Wahl 2004 die „Allgemeine Liste für Abfaltersbach“ mit drei Mandaten im Gemeinderat vertreten. Bei der Gemeinderatswahl 2010 kandidierten mit der „Allgemeinen Liste für Abfaltersbach“ und der Liste „Pro Abfaltersbach“ nur noch zwei Listen. „Pro Abfaltersbach“ konnte dabei 65,23 % bzw. sieben Mandate, die „Allgemeine Liste für Abfaltersbach“ 34,77 % bzw. vier Mandate erreichen. Der langjährige Bürgermeister Josef Rauchegger (ÖVP – Liste der Arbeitnehmer und Bauern) trat nach drei Perioden bei der Wahl 2010 nicht mehr an. Alleiniger Kandidat bei der Bürgermeisterwahl war in der Folge Anton Brunner (Allgemeine Liste für Abfaltersbach), der auf Anhieb 67,26 % an Wählerstimmen erreichte.
Der Gemeinderat hat 11 Mitglieder.
- Mit den Gemeinderats- und Bürgermeisterwahlen in Tirol 2010 hatte der Gemeinderat folgende Verteilung: 7 Pro Abfaltersbach und 4 Allgemeine Liste für Abfaltersbach.
- Mit den Gemeinderats- und Bürgermeisterwahlen in Tirol 2016 hatte der Gemeinderat folgende Verteilung: 8 Allgemeine Liste für Abfaltersbach und 3 Pro Abfaltersbach.
- Mit den Gemeinderats- und Bürgermeisterwahlen in Tirol 2022 hat der Gemeinderat folgende Verteilung: 11 Allgemeine Liste für Abfaltersbach.[8]

### Bürgermeister
- 1992–2010 Josef Rauchegger (ÖVP)
- seit 2010 Anton Brunner (Allgemeine Liste für Abfaltersbach)[8]

### Wappen
Mit Beschluss vom 10. Jänner 1984 wurde der Gemeinde Abfaltersbach durch die Tiroler Landesregierung ein Gemeindewappen verliehen. Die Blasonierung lautet:

„In von Gold und Schwarz schräglinks geteiltem Schild ein Mohrenlöwe in verwechselten Farben, mit beiden Händen einen grünen Zweig haltend.“ Zudem wurden die Farben der Gemeindefahne mit Gelb-Schwarz festgelegt.
Das Wappen leitet sich von drei geschichtlichen Tatsachen ab. Der Mohrenkopf steht für das Hochstift Freising, in dessen Grundherrschaft Abfaltersbach zwischen dem 8. und dem  19. Jahrhundert gehörte. Freising führte dabei den Mohrenkopf im Wappen. Der Löwe erinnert an die Görzer Grafen, die den Löwen im Wappen führten und bis 1500 die Landesherren des Osttiroler Gebietes waren. Die Schrägeinteilung symbolisiert die Grenzlage bis ins 19. Jahrhundert, der Zweig in der Hand des Mohrenlöwen den Namen der Gemeinde.

## Persönlichkeiten

### Ehrenbürger der Gemeinde
- Heinrich Himmel von Agisburg (1843–1915), Adeliger, Generalmajor und katholischer Aktivist

### Söhne und Töchter der Gemeinde
- Simon Troger (1693–1768 Haidhausen), Elfenbeinschnitzer
- Johann Anton Aigner (1702–1775), Pfarrer zu Payerbach, Stifter der Filialkirche und Stifter der ersten „Kinderschul“
- Anton Ortner (1817–1885), Kunsttischler im Pustertal
- Franz Aichner (1904–1974), Landwirt und Politiker (ÖVP), Abgeordneter zum Tiroler Landtag 1949–1953[10]

### Personen mit Bezug zur Gemeinde
- Theresa Moser (* 1993), Duathletin und Triathletin